# Extinderea și divizarea Statelor Unite ale Americii (1789–1860)
Odată ce națiunea americană se năștea, un vast continent la vest de munți aștepta să fie explorat și exploatat. Cu toate acestea, teritoriul nu era pustiu - amerindienii erau răspândiți de-a lungul teritoriului, cum erau și coloniștii spanioli și exploratorii francezi. Pentru pionierii care aveau să confrunte pericolele acestor terenuri, deschizătorii de drumuri, ca Daniel Boone, cucerirea Vestului este o poveste de curaj și plină de greutăți care a format caracterul Americii. Înarmați cu cunoștințe despre condițiile dure, ca Jedediah Smith, milioane de americani s-au îndreptat spre vest. Călătoriile cu caravanele de căruțe erau un real pericol pe distanțe neimaginabile de mari. Dar dorința de aventură, oportunitate și câștigul economic erau prea puternice. În timp ce unii se luptă pentru a crea o nouă viață la frontieră, alții sunt recompensați cu bogățiile la o scară nevăzută  înainte. Americanii se grăbeau să extragă aurul din California, declanșând „Goana după Aur”. America se întindea „de la un ocean la altul”. Și când pionierii americani stăpâneau apele din bazinul Mississippi, au adus pe lume o nouă invenție radicală, vaporul cu aburi, ce deschide o nouă eră.

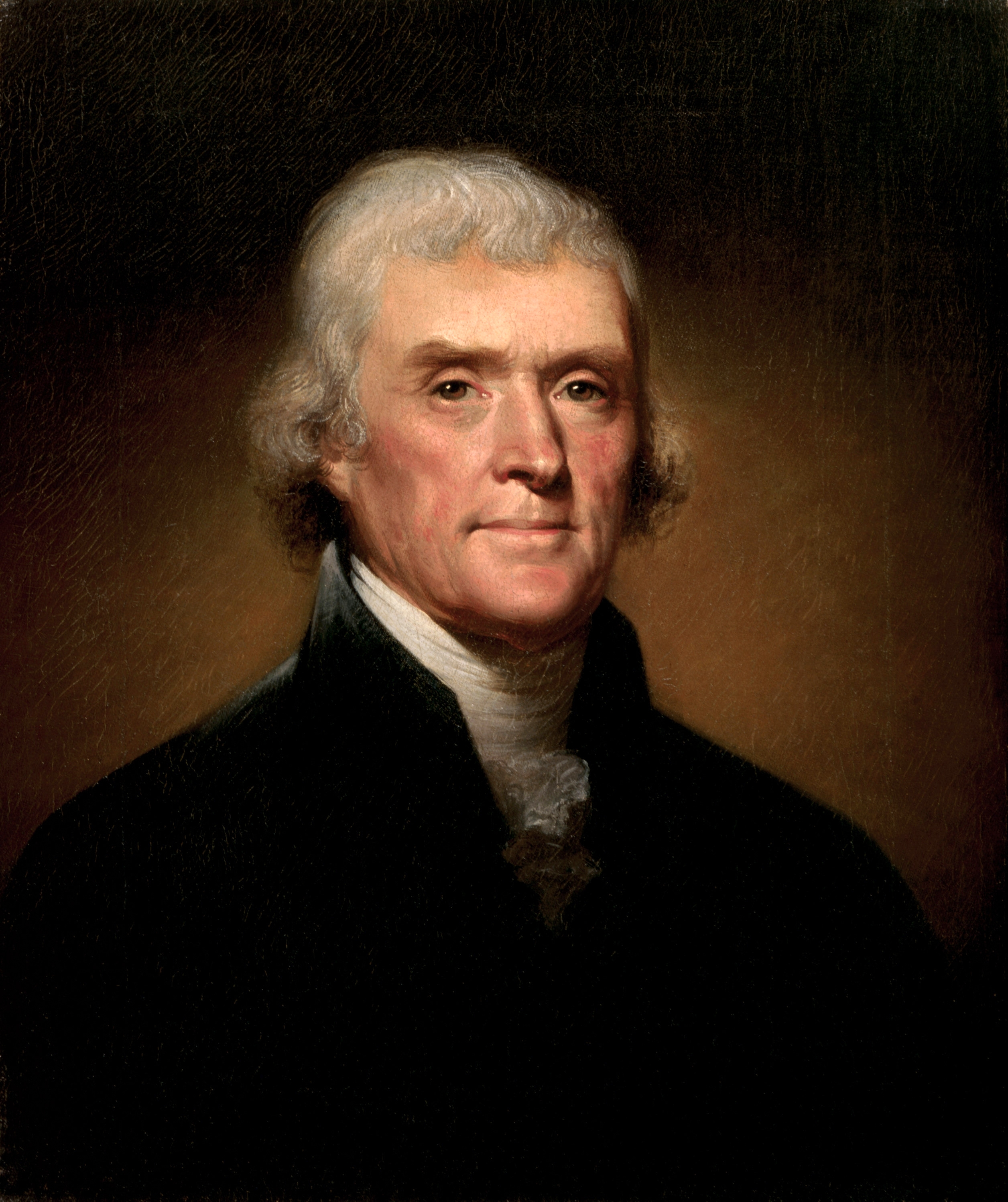
Cel de-al treilea președinte american, Thomas Jefferson a fost un filozof al politicii care a promovat liberalismul clasic, republicanismul și separarea bisericii de stat. Jefferson a fost autorul lucrării Statutul Virginiei pentru libertatea religioasă (1779, 1786), care a fost baza scrierii Primului Amendament al Constituției Statelor Unite și totodată parte a seriei primelor zece amendamente ale Constituției Statelor Unite

## Achiziția Lousianei

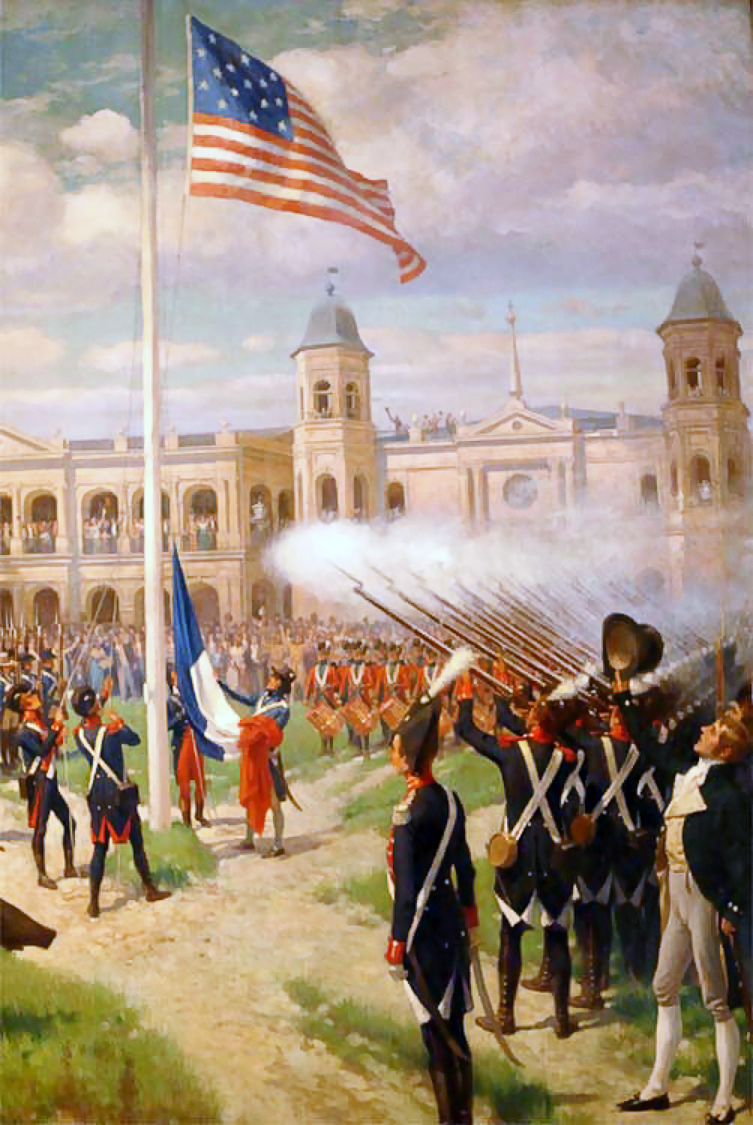
Achiziția Louisianiei: soldații urcă drapelul american, înlocuindu-l pe cel francez

Când călătorul francez Robert de La Salle a explorat pentru prima oară fluviul Mississippi, în secolul al XVIII-lea, el a revendicat regiunea în numele Franței și a denumit-o Lousiana. 100 de ani mai târziu, în 1803, cel de-al treilea președinte american, Thomas Jefferson, a cumpărat Lousiana de la Napoleon. Jefferson a dorit explorarea regiunii, sperând că marile râuri ale acesteia să deschidă noi căi de comerț cu vestul. Statele Unite au plătit 23.213.568 de dolari pentru achiziționarea ei. Pământul cumpărat conținea suprafețele de astăzi ale statelor Arkansas, Missouri, Iowa, Oklahoma, Kansas, Nebraska, Minnesota la sud de Fluviul Mississippi, porțiuni din Dakota de Nord, întreaga Dakota de Sud, nord-estul statului New Mexico, nordul statului Texas, și respectiv porțiuni din statele Montana, Wyoming, Colorado la est Continental Divide, și respectiv largi porțiuni din statul Louisiana de ambele părți ale fluviului Mississippi, incluzând orașul New Orleans.

## Donner Party

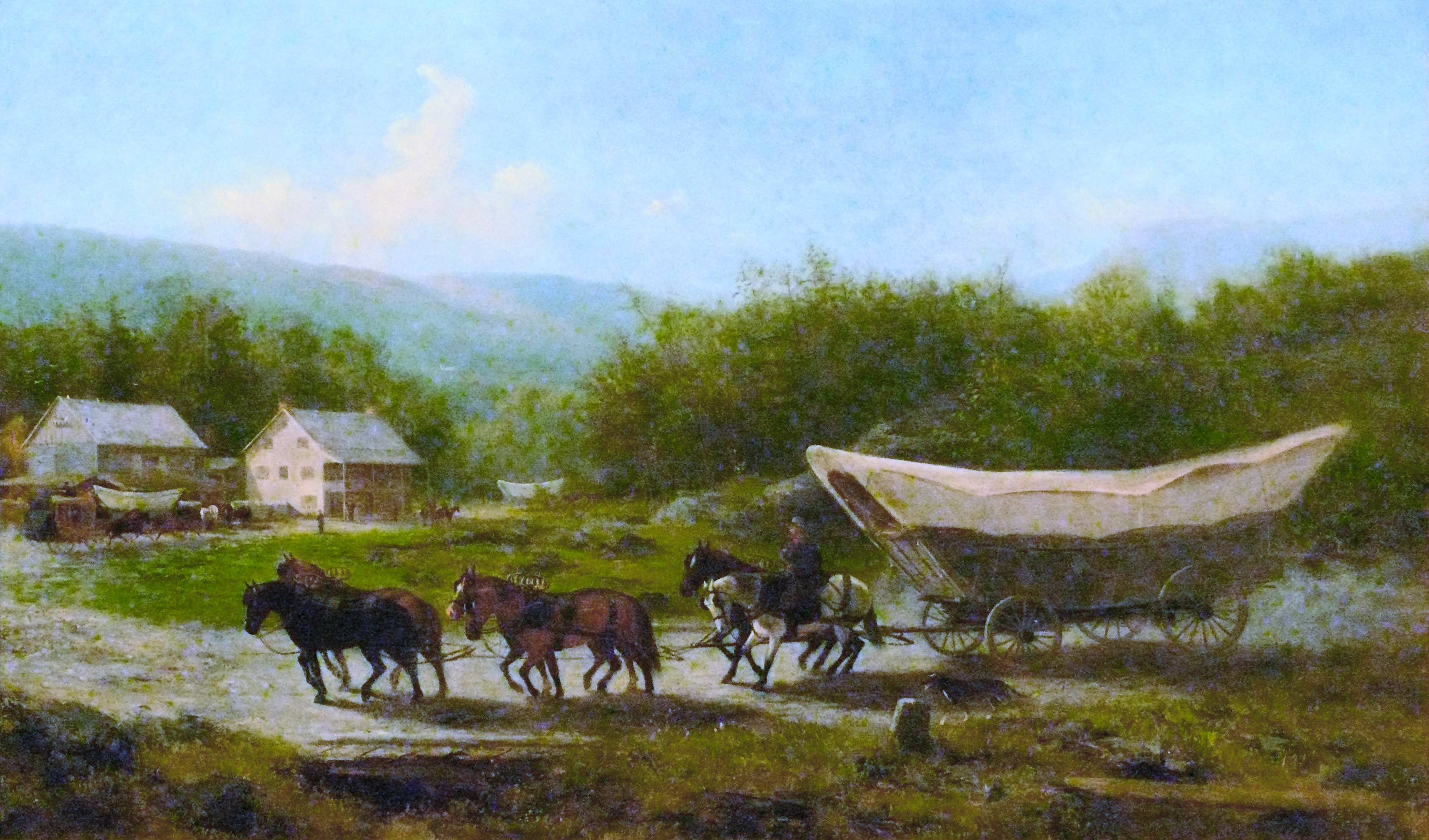
Conestoga Wagon

Originile distinctive ale caravanelor de căruțe (sau Wagon Train, vagon de marfă cunoscut sub numele de Conestoga wagon) pot fi urmărite din zona Râul Conestoga din Pennsylvania Lancaster County, de la mijlocul secolului al XVIII-lea. Vagoanele Conestoga, căruțe cu curbe distincte de lemn etajate și acoperite cu pânză arcuită, au devenit un lucru comun în următorul secol. Cu acestea s-au efectuat transporturi mai rapide cu produse agricole pentru orașe și alte bunuri de la orașe la comunitățile rurale, în special în Pennsylvania și statele din Maryland din apropiere, Ohio și Virginia, dar și în Canada.
În primăvara anului 1846, un grup de aproape 90 de emigranți au plecat din Springfield, Illinois spre vest. Condus de frații Jacob și George Donner, grupul a încercat să meargă pe un traseu nou și mai scurt spre California. Ei au întâmpinat curând un teren accidentat și numeroase întârzieri, și au fost surprinși de căderile masive de zăpadă din Munții Sierra Nevada. S-a ajuns la canibalism pentru a supraviețui iarna, numai jumătate din grupul original ajungând în California în următorul an. Povestea lor s-a răspândit rapid.
Termenul de "Donner Party" a devenit sinonim cu unul dintre tabuurile cele mai înrădăcinate ale umanității.

## Exploratori

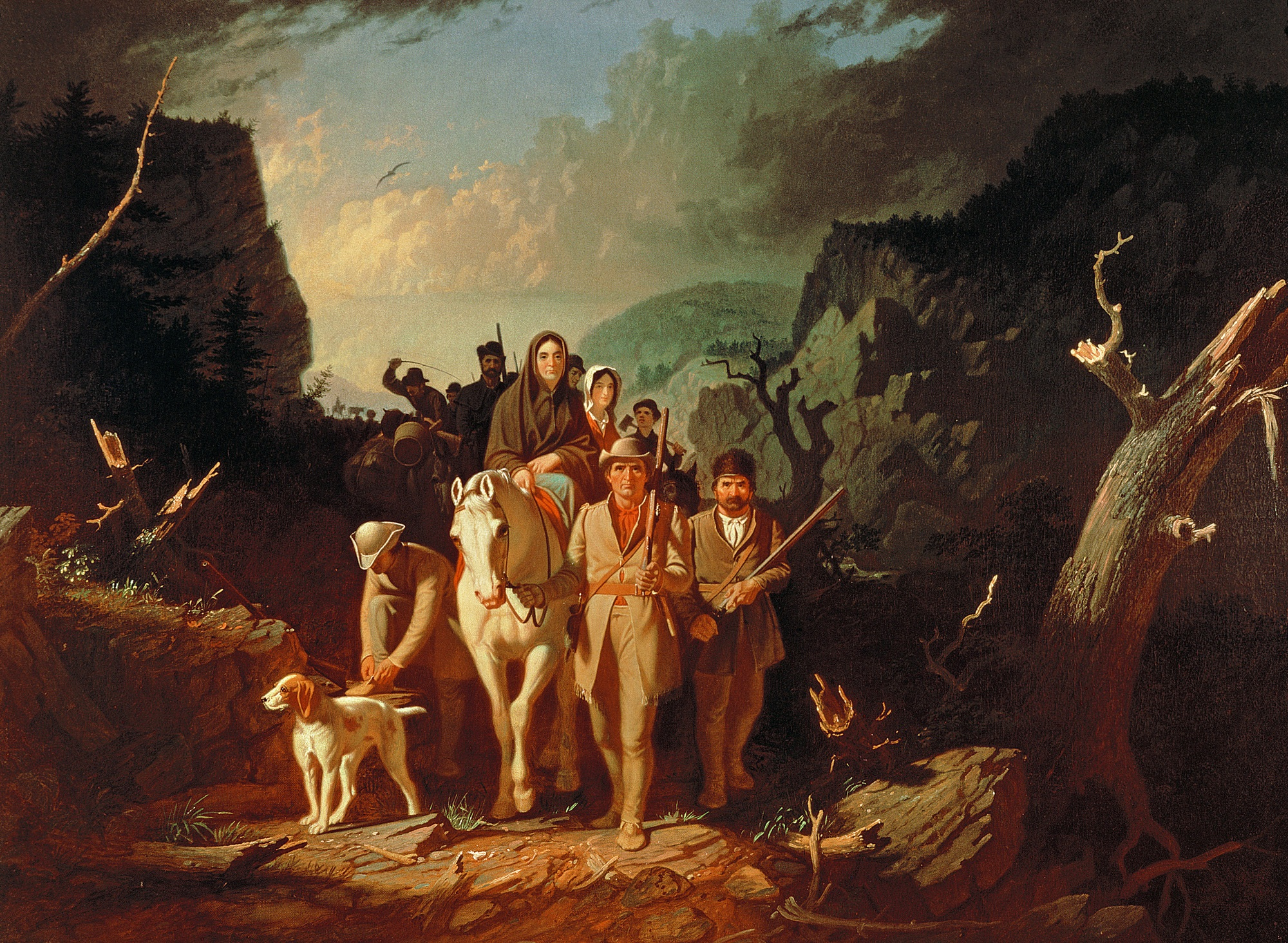
Daniel Boone traversează Cumberland Gap

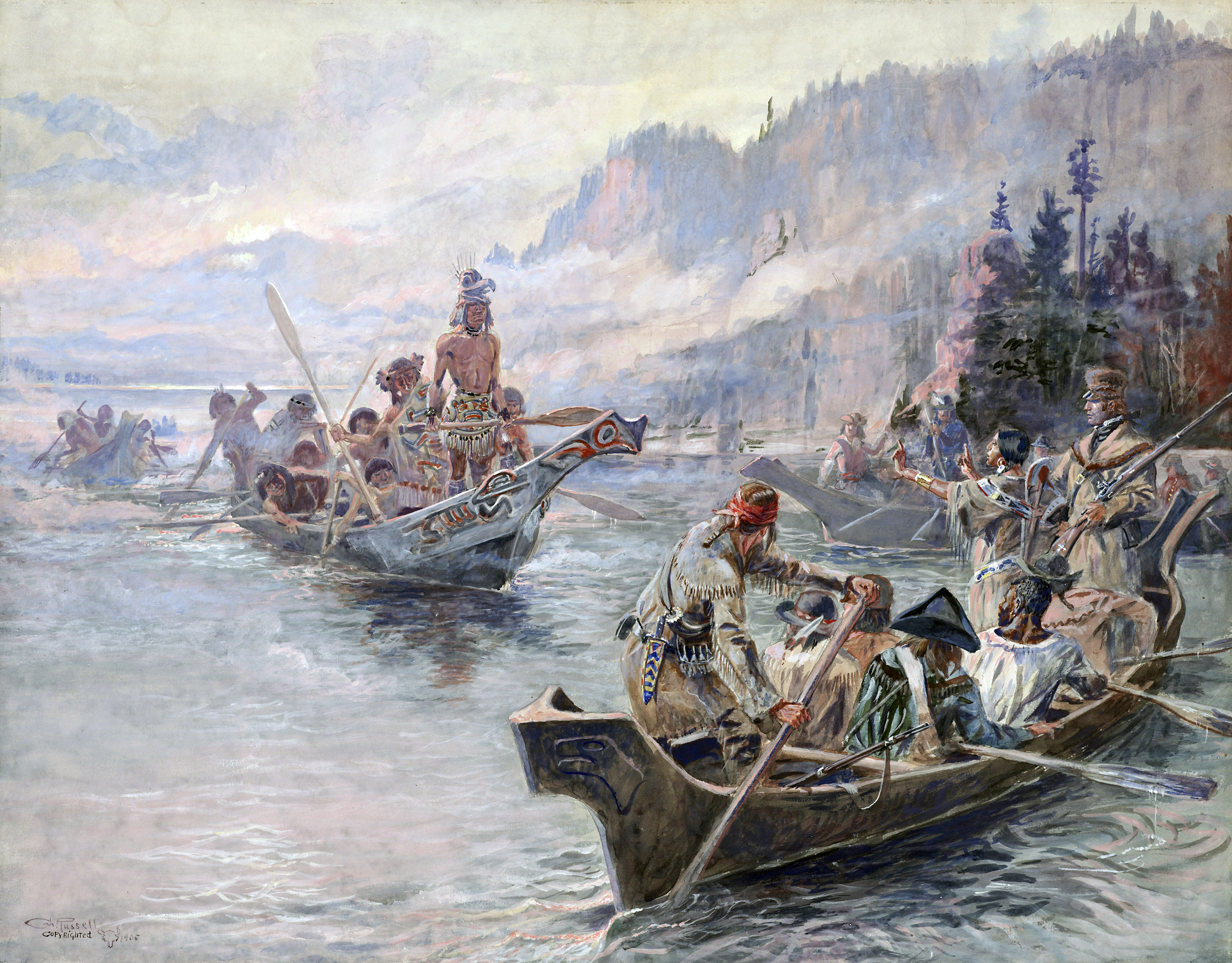
Expediția lui Lewis și Clark

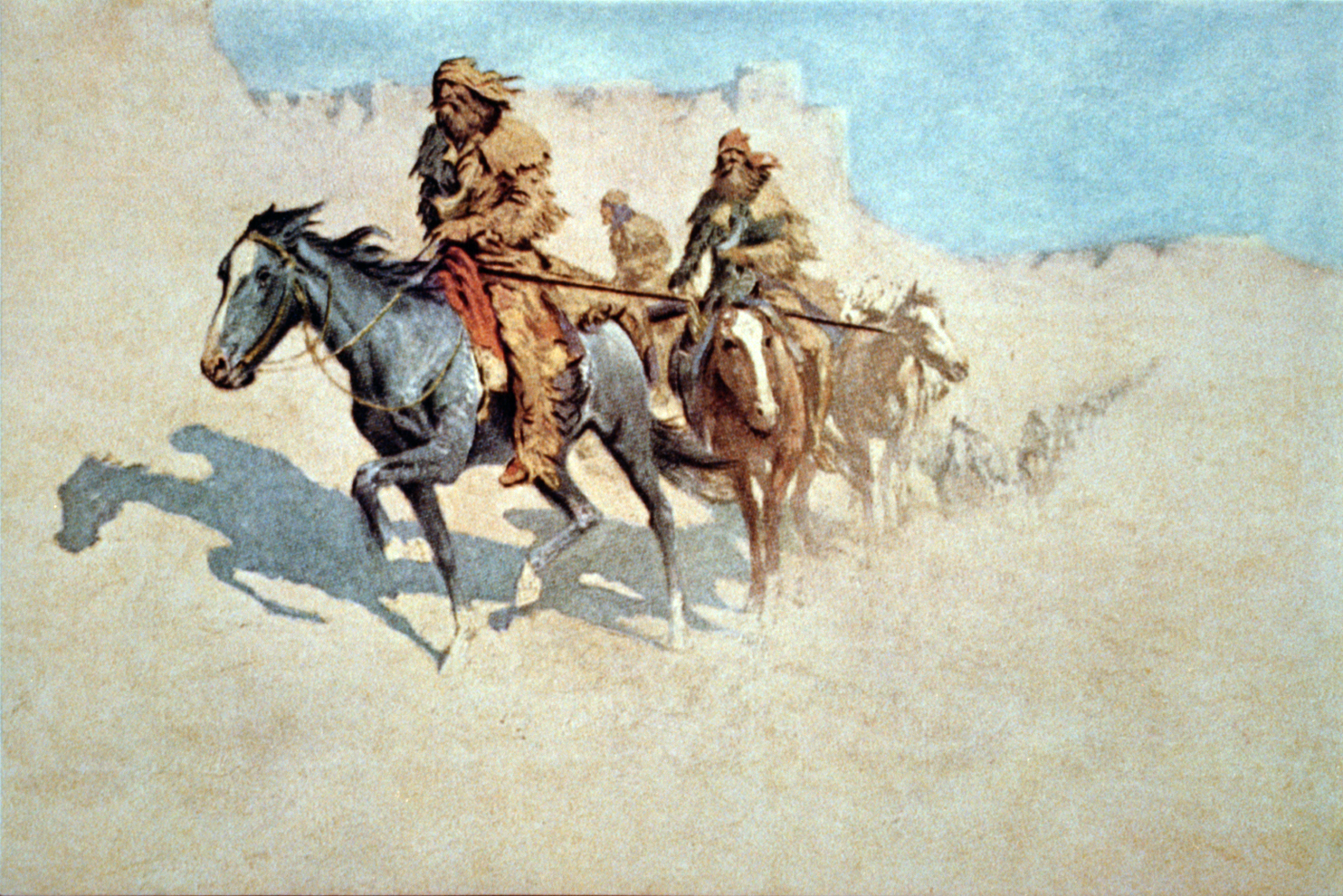
Jedediah Smith în deșertul Mojave

Deschizătura Cumberland (el. 1.600 ft (490 m)) este o trecere prin regiunea Munților Cumberland din Munții Apalași, de asemenea, cunoscut sub numele de Cumberland Water Gap, la intersecția de state din SUA dintre Tennessee, Kentucky și Virginia. Celebru în istoria Americii pentru rolul său ca trecere cheie prin Munții Apalași, a fost o parte importantă din drum prin pustiu, iar acum este parte din Cumberland Gap National Historical Park. Mult timp folosit de către amerindieni, Cumberland Gap a fost adus în atenția  coloniștilor în 1750 de către Dr. Thomas Walker, un medic din Virginia și explorator. Calea a fost extinsă de către o echipă de tâmplari condusă de Daniel Boone, făcându-l accesibil pentru pionierii care este folosit pentru a călători în frontierele de vest ale statelor Kentucky și Tennessee.
Daniel Boone a fost unul  dintre grănicerii americani cei mai cunoscuți. Faima lui Boone provine de la faptele sale din timpul explorării și colonizării Kentucky. A fost primul care a ajuns în viitorul stat, în 1767, și și-a petrecut următorii 30 de ani explorând și colonizând terenurile din Kentucky, inclusiv de construirea unui drum sălbatic prin pustiu și construind stația-fort Boonesboro, deși a înfruntat diverse pericole și conflicte cu pieile roșii. După moartea sa, a fost onorat ca erou de frontieră.
Meriwther Lewis, un căpitan de infanterie și William Clark (explorator), un locotenent în retragere, au fost însărcinați de președintele SUA să exploreze râul Missouri și triburile ce trăiau de-a lungul lui. Lewis s-a dovedit un conducător capabil, iar Clark un bun cunoscător de râuri și expert în desenarea hărților. Ei au pornit din St.Louis în mai 1804, au traversat Munții Stâncoși și au ajuns la Oceanul Pacific pe la gura de vărsare a râului Columbia (fluviu), în septembrie 1806.
Lewis și Clark au avut contacte pașnice cu mai multe triburi amerindiene, cum ar fi Shoshone, Mandan, Sioux și Omaha. Ei au fost ajutați de Sacagawea, nevasta shoshone a unuia dintre membrii expediției, care a jucat rolul de interpret și ghidul lor. Exploratorii au învățat de la localnici cum să construiască și să manevreze canoele, care i-au ajutat să parcurgă râurile rapide, ca Missouri (fluviu). De asemenea, ei au întâlnit șefi de triburi care erau dornici să schimbe produse locale pe arme și alte produse manufacturate.
Jedediah Smith, un vânător, comerciant de blană, deschizător de drumuri, autor, cartograf și explorator al Munților Stâncoși, al coastei americane de vest și sud-vest în secolul al XIX-lea, a fost un erou american redescoperit. A fost primul om alb care a călătorit pe uscat de-a lungul frontierelor Marelui Lac Sărat, râului Colorado, deșertului Mojave, și în cele din urmă, care a ajuns în California. Smith a fost primul cetățean al Statelor Unite care a explorat  Sierra Nevada (SUA) și Marele Bazin. De asemenea, Smith a fost primul american care a călătorit până în coasta Californiei pentru a ajunge în Oregon. Nu numai că a fost primul care a făcut acest lucru, dar el și cu Robert Stuart au descoperit trecătoarea South Pass. Această cale a devenit principala cale de utilizat de către pionieri să călătorească spre Oregon. Supraviețuind la trei masacre și atacului unui urs, documentatele cu explorările și descoperirile lui Jedediah Smith au fost extrem de importante în deschiderea Americii și extinderii spre Vest de către coloniști și fermieri.

## Războiul din 1812

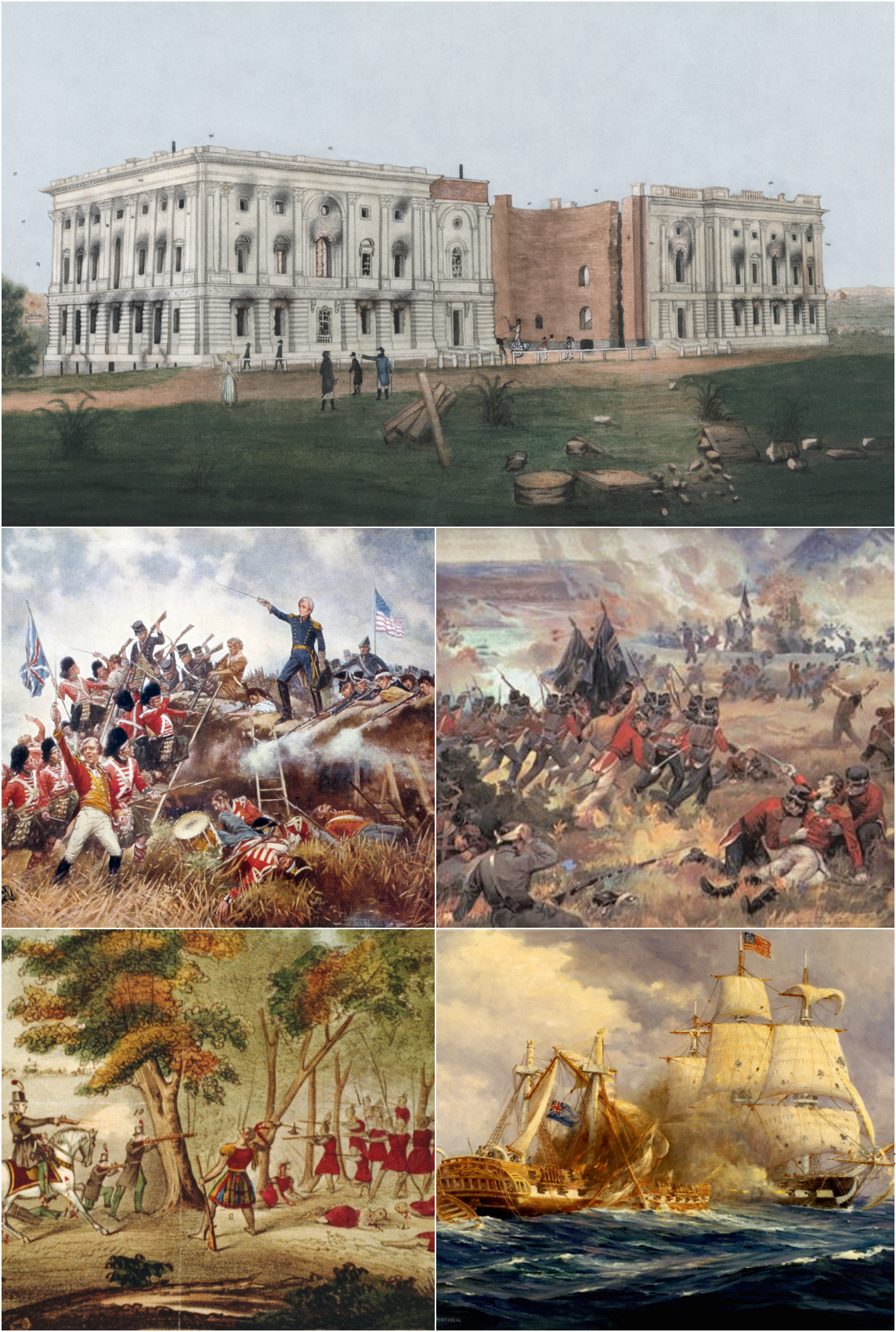
Războiul din 1812

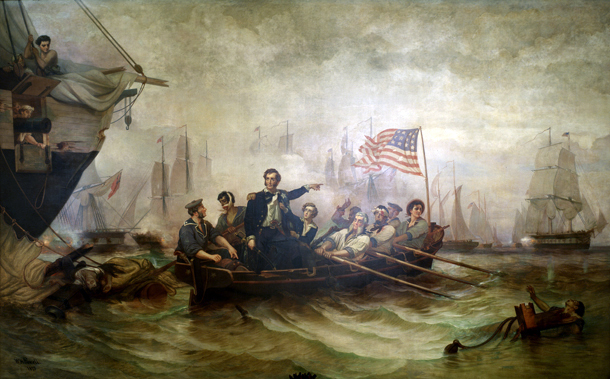
Bătălia de pe Lacul Erie

În războiul din 1812, Statele Unite a confruntat cea mai mare putere navală din lume, Marea Britanie, într-un conflict care a avut un impact imens asupra viitorului tinerei țări. Cauzele războiului au inclus încercările britanicilor de-a restricționa comerțul cu Statele Unite, Marina Regală fiind impresionată de marinarii americani și de dorința Americii de a extinde teritoriul său. Statele Unite ale Americii au suferit multe înfrângeri costisitoare în confruntarea trupelor americane cu cele britanice, canadiene și native pe parcursul războiului din 1812, inclusiv capturarea și arderea capitalei națiunii, Washington DC, în august 1814. Cu toate acestea, trupele americane au fost capabile să respingă invaziile britanice din New York, Baltimore și New Orleans, crescând încrederea naționala și încurajând un nou spirit de patriotism. Ratificarea Tratatului de la Gent la 17 februarie 1815 a pus capăt războiului, dar a lăsat multe dintre întrebările cele mai controversate nerezolvate. Cu toate acestea, mulți în Statele Unite ale Americii au  celebrat războiul din 1812 ca un „al doilea război de independență”, începutul unei ere de acord partizan și mândrie națională.

## Bătălia de la Alamo

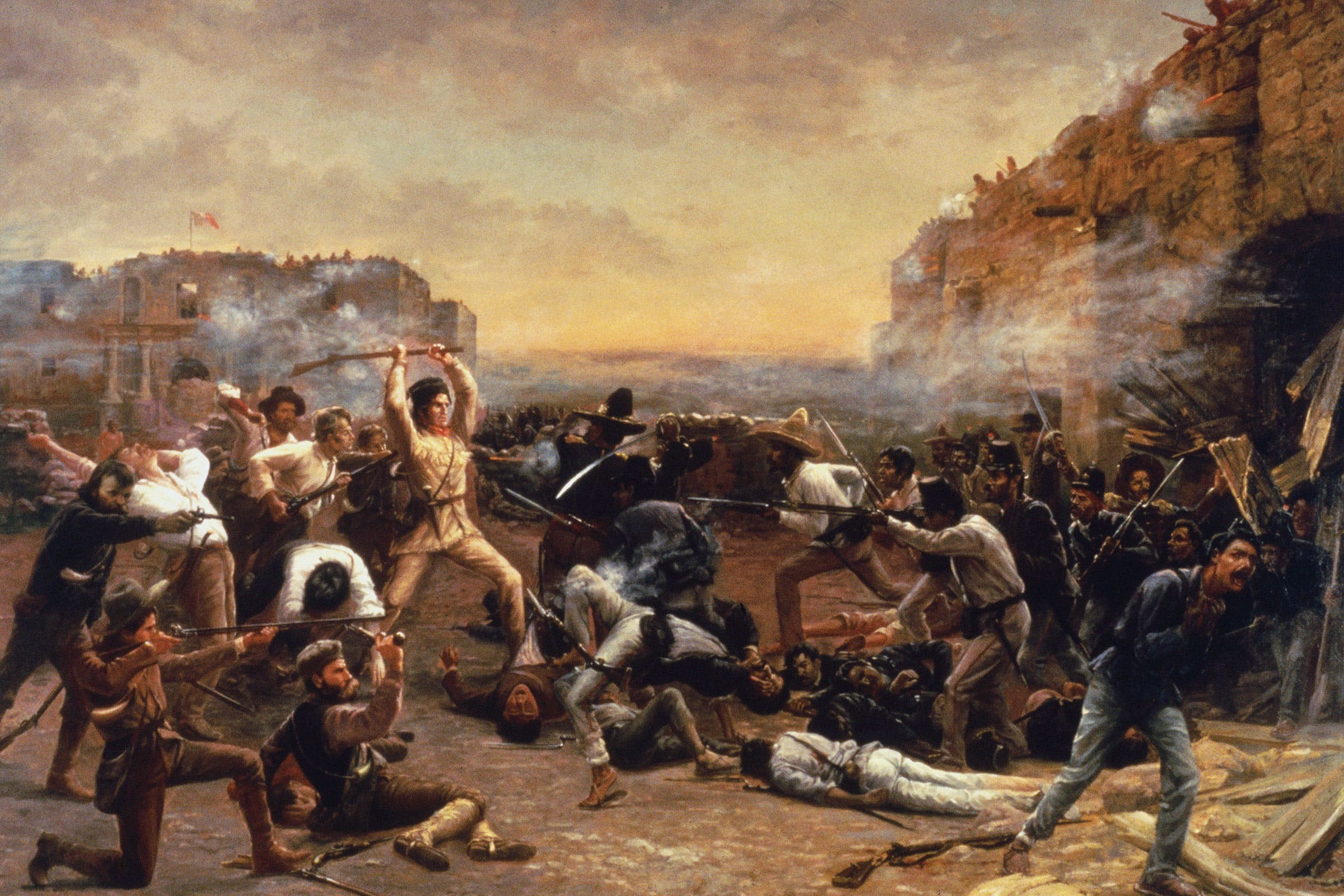
Bătălia de la Alamo

La 2 octombrie 1835, a început o nouă revoluție: Revoluția Texană sau Războiul Texan de Independență, care a fost un conflict militar între Mexic și coloniștii din partea texană a statului mexican Coahuila y Tejas. Războiul a început la 2 octombrie 1835 și s-a încheiat la 21 aprilie 1836. Războiul maritim între Mexic și Texas a continuat însă până în anii 1840.
Revoluția texană a fost urmată de fondarea statului efemer, dar independent, Republica Texas, care a durat ca entitate politică independentă între 1836 și 1845, iar ulterior (din 1845 până astăzi) fosta republică a devenit Texas, cel de-al 28-lea stat al Statelor Unite ale Americii.
În decembrie 1835, în timpul Primului Război din Texas pentru independența față de Mexic, un grup de soldați voluntari texani au ocupat Alamo, lângă San Antonio de Béxar (astăzi, San Antonio, Texas). După un asediu de 13 zile, soldații mexicani conduși de președintele general Antonio López Guerrero de Santa Anna au lansat un asalt asupra Misiunii Alamo. Toți apărătorii texani au fost uciși, cu excepția a doi. Cruzimea lui Santa Anna din timpul bătăliei i-a inspirat pe numeroși texani—atât coloniști din Texas cât și aventurieri din Statele Unite—să se alăture armatei texane. Mânați de dorința de răzbunare, texanii au reușit apoi să învingă armata mexicană în bătălia de la San Jacinto, în 21 aprilie 1836, punând capăt revoluției.
Deși depășiți numeric, apărătorilor Alamo li s-au ordonat de către James Bowie și William Travis, inclusiv de faimosul om de frontiera, Davy Crockett-care rezistat cu curaj timp de 13 zile înainte ca invadatorii mexicani să-l ucidă. Pentru texani, Bătălia de la Alamo a devenit un simbol de rezistență eroică de durată și de opresiune și lupta lor pentru independență, pe care mai târziu în acel an au câștigat-o.

## Democrația Jacksonianǎ

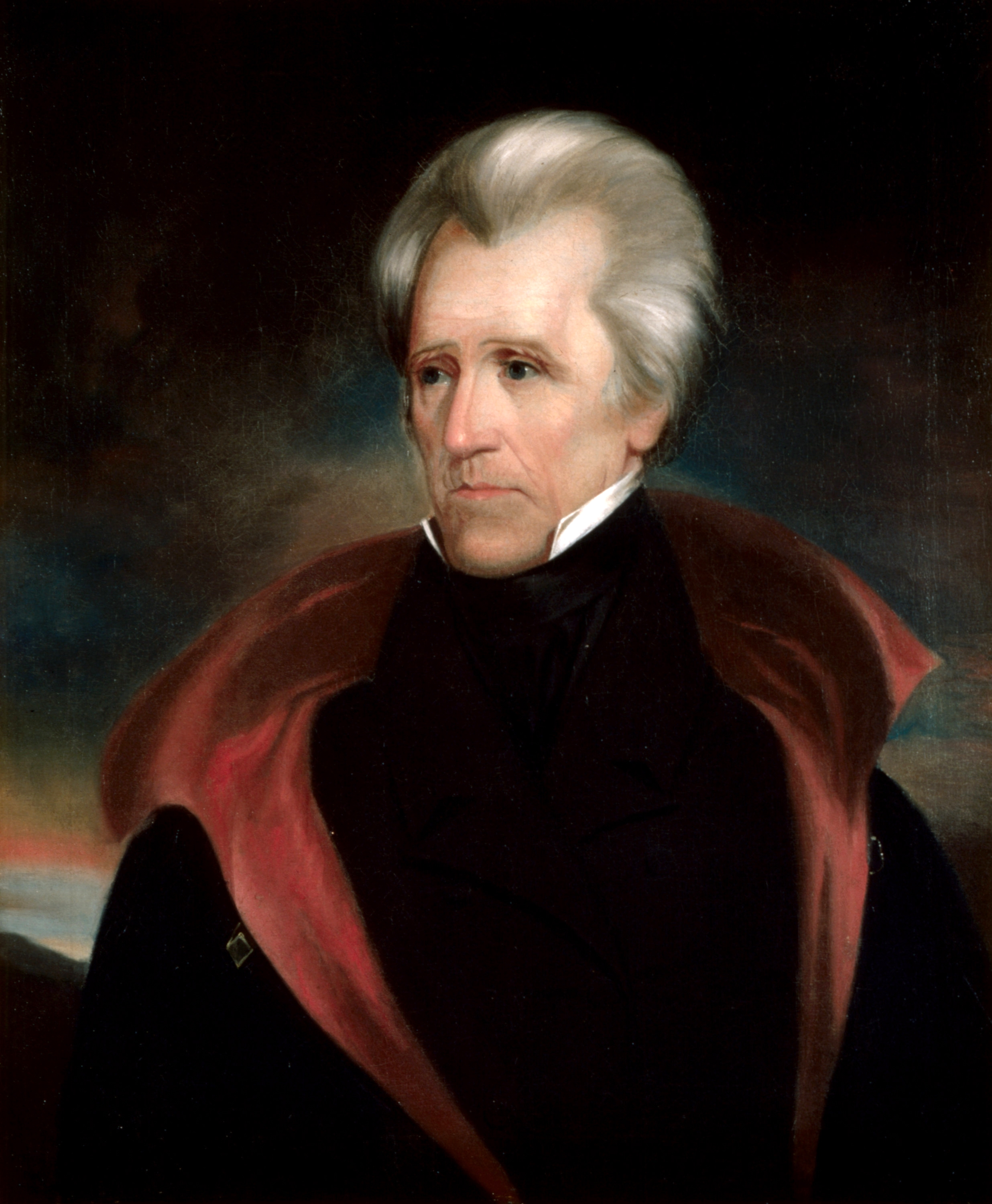
Andrew Jackson

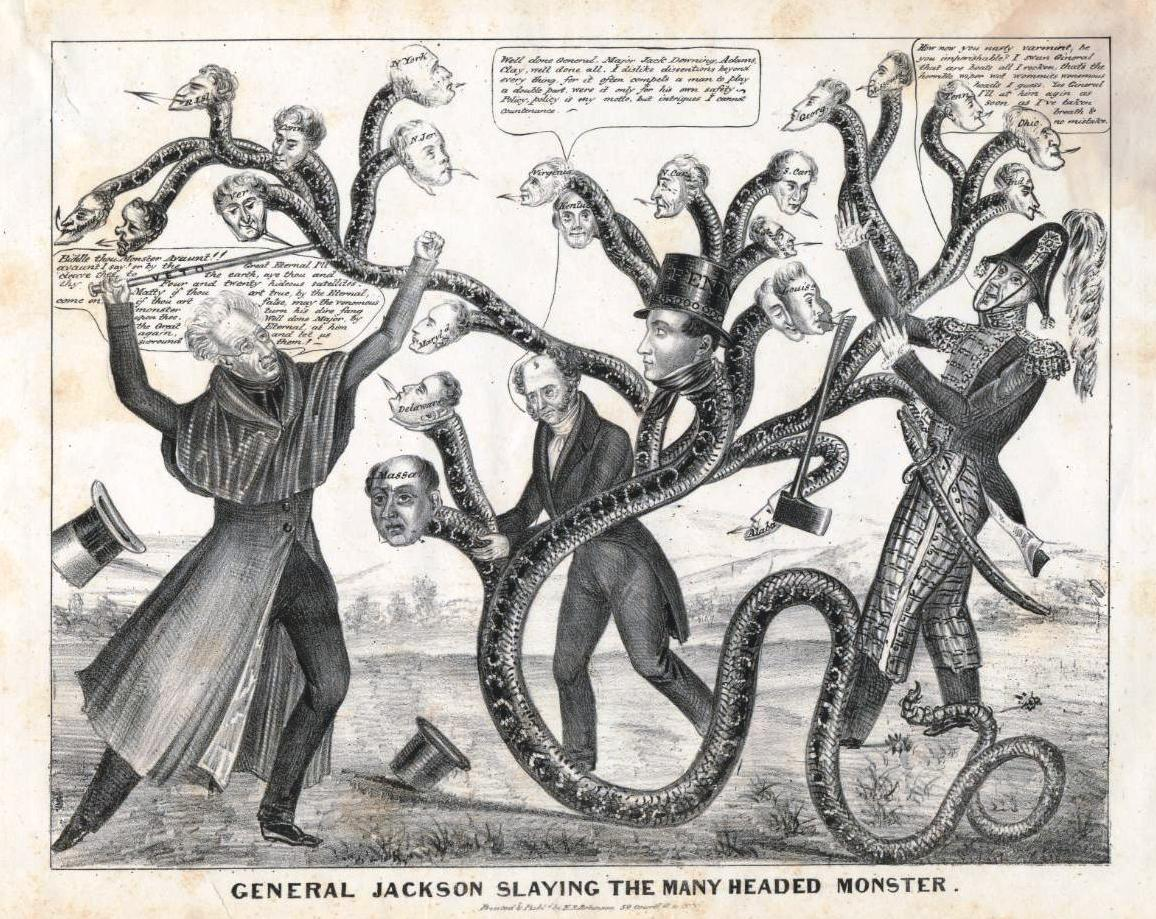
Generalul Jackson confruntă Hidra Băncii Centrale

După 12 ani în care „Second Bank of the United States” a influențat economia americană în detrimentul poporului, adversarii acestei bănci l-au desemnat pe senatorul Andrew Jackson (1767-1845) din Tennessee să candideze la președinție. Jackson câștigă președinția la sfârșitul anului 1828, și a declarat clar că va folosi mandatul său în a distruge această bancă, la prima sa ocazie. El își începe mandatul îndepărtându-i pe toți apropiații acestei bănci aflați în serviciul guvernamental. Era vorba de 2.000 de angajați (din 11.000 ai guvernului federal). Întrucât „Second Bank of the United States” a fost creată pe o perioadă de 20 de ani (între 1816 și 1836), în anul 1832 susținătorii băncii trimit Congresului un proiect de lege pentru prelungirea privilegiului acestei bănci. Congresul aprobă legea și i-o trimite președintelui Jackson pentru a o semna. Dar Jackson se folosește de dreptul său de veto și respinge legea.
În 1833 are loc din nou o campanie electorală prezidențială, în care Jackson folosește ca slogan electoral “Jackson and No bank”, adică “Jackson și fără nicio bancă”, și este reales. În 1834, Jackson începe retragerea depozitelor guvernamentale din The Second Bank of America în alte bănci americane. Președintele Jackson a reușit să pună capăt băncii Second Bank of the United States, al cărei privilegiu nu a mai fost reînnoit. Nu va mai fi înființată nicio banca centrala până în 1913, când se va înființa Federal Reserve.

### Persecutarea amerindienilor

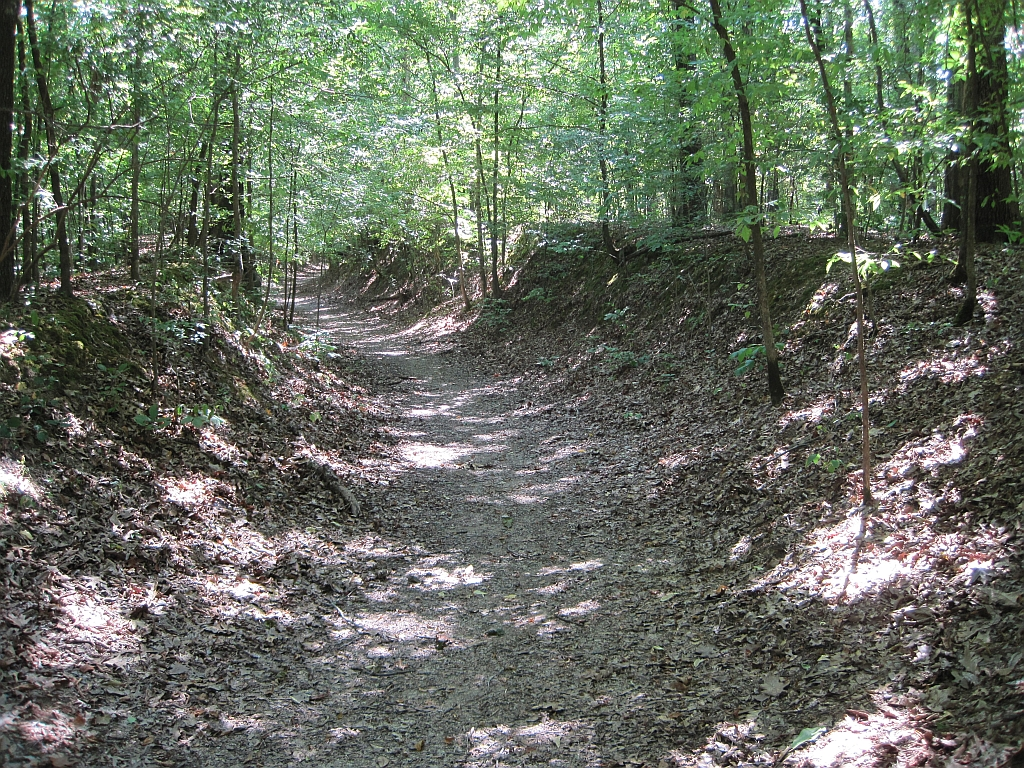
Trail of Tears

La începutul anilor 1830, aproape 125.000 de americani nativi au trăit pe milioane de hectare de teren în Georgia (stat american), Tennessee, Alabama, Carolina de Nord și Florida - teren moștenit de la strămoșii lor care l-au ocupat și cultivat de generații. Până la sfârșitul deceniului, foarte puțini nativii au mai rămas în sud-estul Statelor Unite. Izgonirea amerindienilor din regiunile fertile cu păduri din sud-estul SUA și obligarea lor să trăiască în regiunile aride în rezervații în regiunea numită Indian Territory, care se află în prezent în statul federal american Oklahoma este o pagină tragică și rușinoasă în istoria nord-americană. Acțiunea de deportare a fost provocată de creșterea necesarului de terenuri agrare datorită creșterii populației albe în anii 1800 prin emigrațiile masive din Europa. Politica regimului american de transhumanță a fost legalizată prin decretul de lege „Indian Removal Act” din 1830 din perioada președintelui Andrew Jackson. Deportarea a fost realizată forțat, cu ajutorul armatei. Pe drum spre rezervații au murit peste un sfert din numărul amerindienilor deportați; această decimare a lor fost cauzată de boli, frig, epuizare și foame.
Această călătorie dificilă și mortală este cunoscută sub numele de Trail of Tears.

## Goana după aur din California

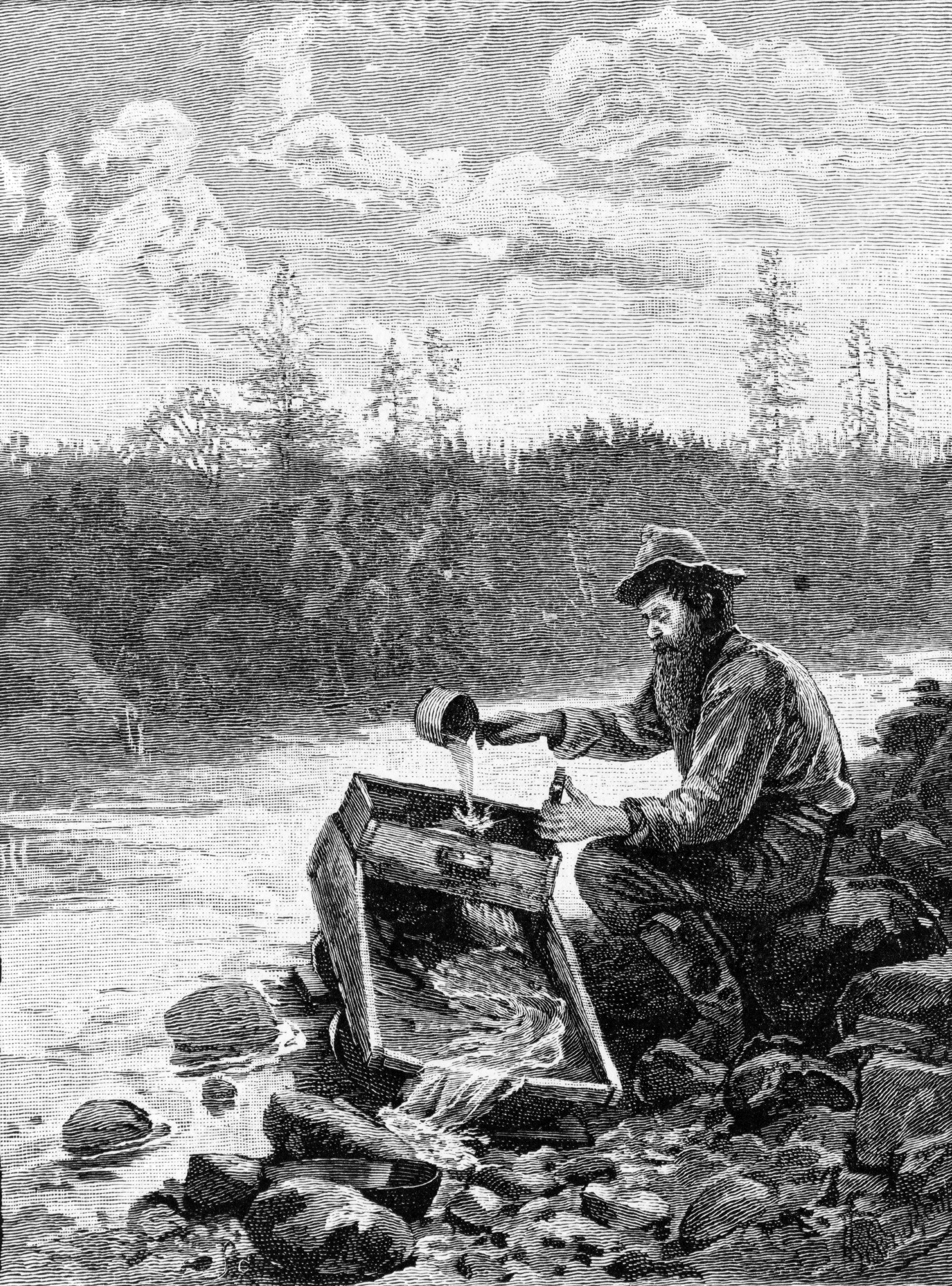
Goana după aur

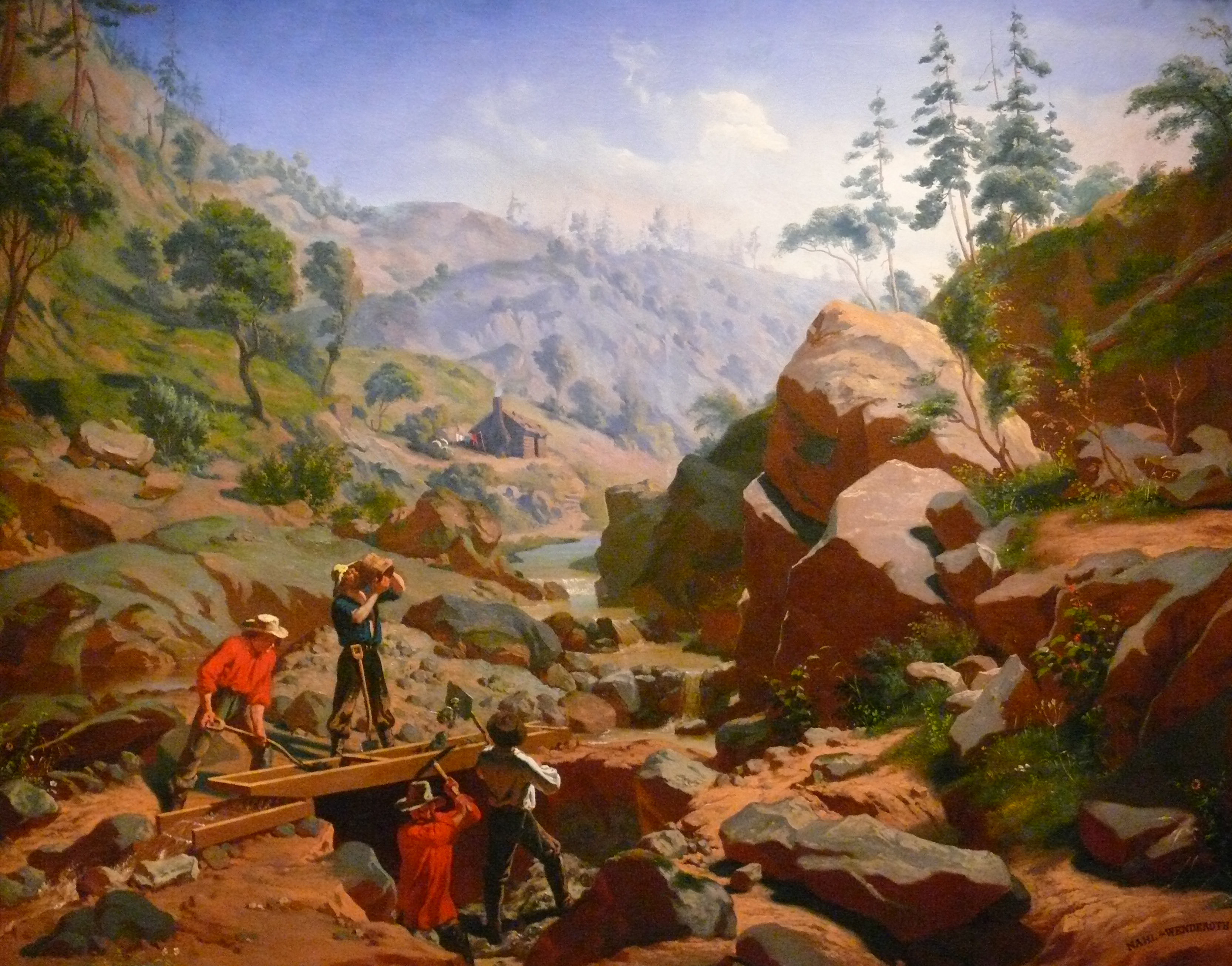
Mineri căutători după aur în Sierra Nevada

Goana după aur din California (în engleză California Gold Rush; 1848 – 1855) a început în ianuarie 1848, când s-a descoperit aur la Ferma lui Sutter din localitatea Coloma.  După ce s-a răspândit vestea, aproximativ 300.000 de oameni au venit în California din restul Statelor Unite și de peste hotare. Acești primi căutători de aur, numiți „Forty-Niners”, au călătorit până în California cu vaporul și în căruțe cu coviltir peste continent, adesea înfruntând greutăți mari pe parcursul călătoriei. În timp ce majoritatea primilor sosiți erau americani, goana după aur a atras și zeci de mii de oameni din America Latină, Europa, Australia și Asia. La început, prospectorii au extras aurul din albia râurilor și pâraielor prin metode simple, cum ar fi strecurarea, dar mai târziu au fost dezvoltate metode mai sofisticate de extracție, care ulterior au fost adoptate în întreaga lume. A fost extras aur în valoare de miliarde de dolari americani, aducându-le unora averi considerabile; totuși, mulți s-au întors acasă nu cu mult mai bogați decât veniseră. 
Efectele goanei după aur au fost substanțiale. Orașul San Francisco s-a transformat rapid dintr-un cătun de corturi într-o metropolă și s-au construit drumuri, biserici, școli și alte orașe. A fost constituit un sistem de legi și un guvern, ducând în 1850 la admiterea Californiei ca stat al SUA. 
S-au dezvoltat noi metode de transport. Vaporul cu aburi a început să fie folosit pe scară largă și s-au construit căi ferate. Agricultura, a doua ramură economică în creștere a Californiei a avut o creștere mare. Însă au fost și efecte negative: triburile de amerindieni au fost atacate și izgonite de pe pământurile lor, iar mineritul a distrus mediul înconjurător.

## Canalul Erie

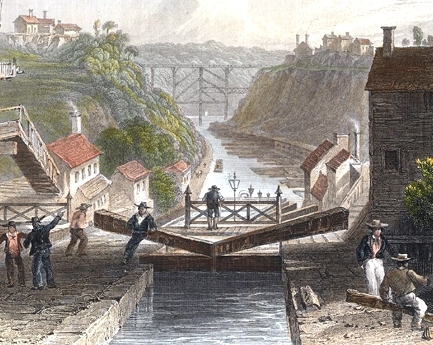
Lockport bartlett color crop

Construit în nordul Statelor Unite din ordinul guvernatorului statului New York, DeWitt Clinton, a fost dat în exploatare în 1825. Canalul unește orașul Albany, New York, de pe fluviul Hudson cu orașul Buffalo, New York situat la Lacul Erie. Astfel stabilește legătura pe apă între Marile Lacuri și orașul New York și a contribuit semnificativ la colonizarea regiunii Midwest, înlesnind transportul oamenilor și al mărfurilor. Lărgit de mai multe ori, canalul are lungimea de 547 km, lățimea de 46 m și o adâncime de 4 m. În prezent, este folosit mai ales pentru agrement și face parte din sistemul de canale al statului New York.

## Sclavia

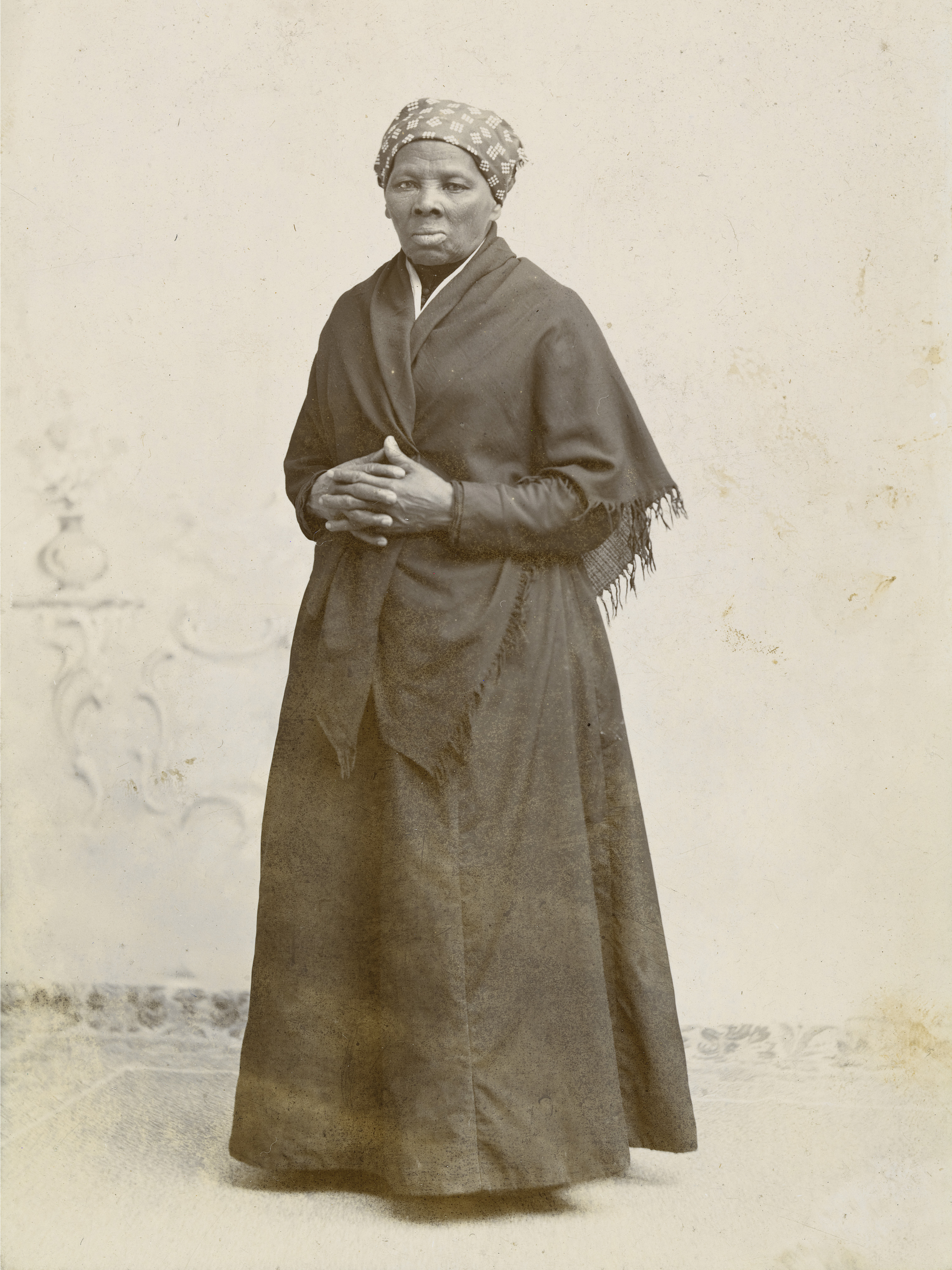
Harriet Tubman

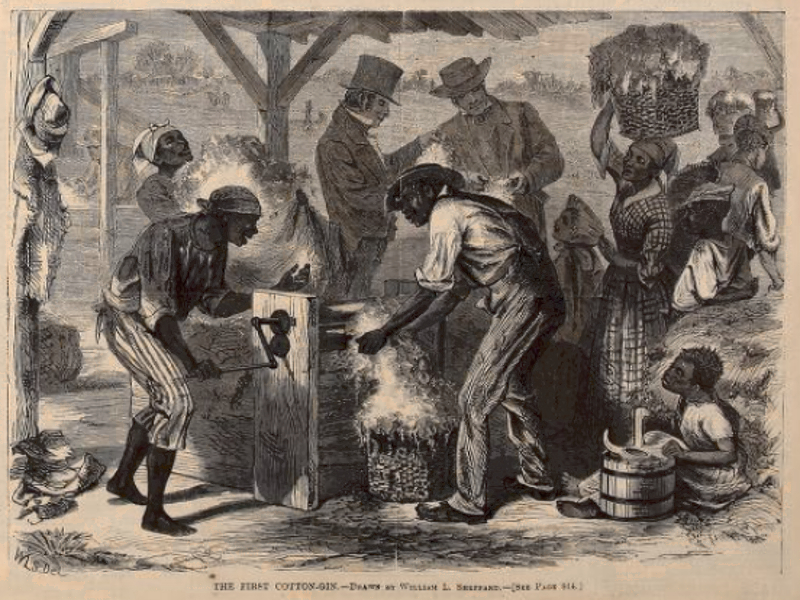
Dispozitivul de frământat bumbacul

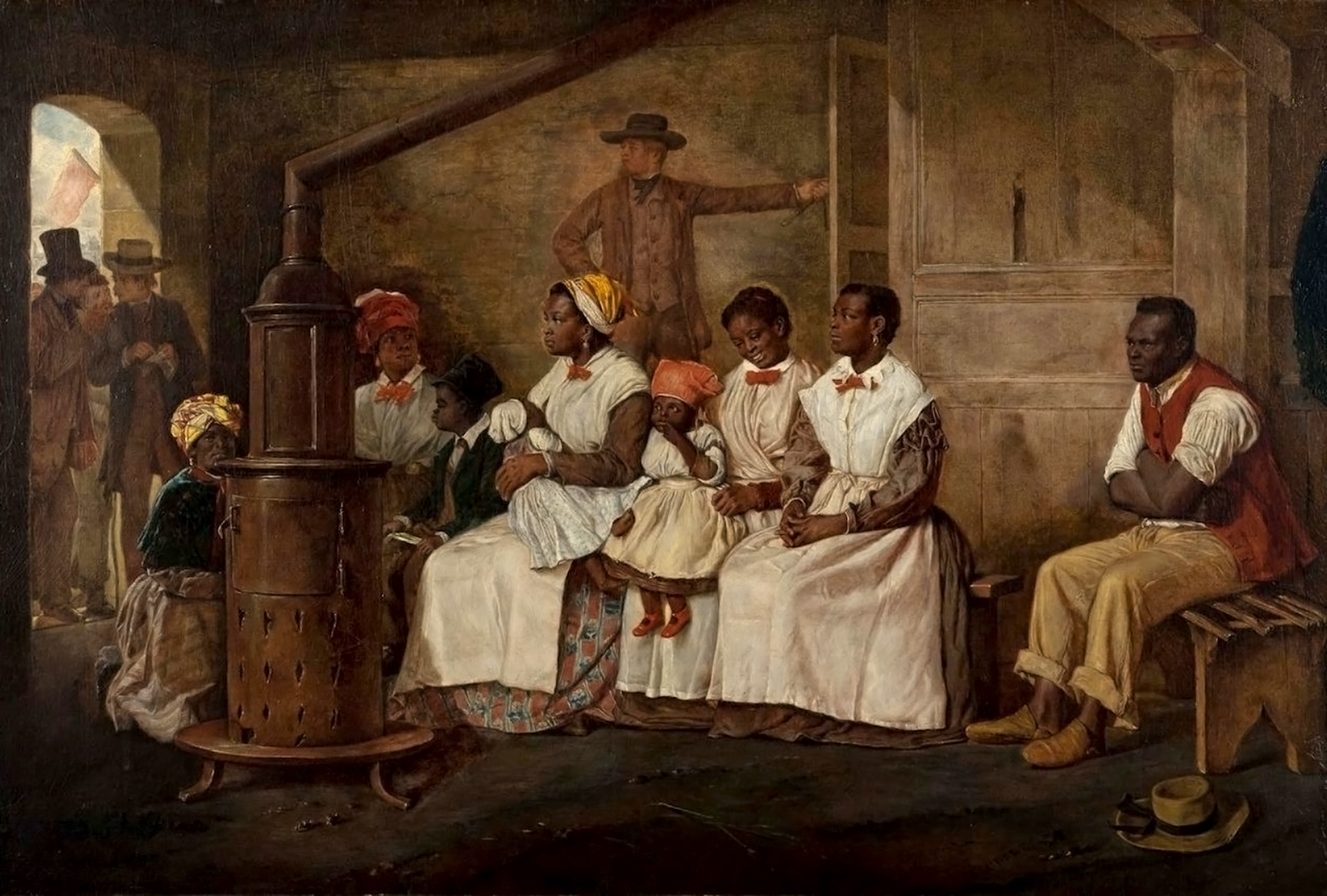
Sclavi afro-americani așteptând să fie vânduți- Richmond, Virginia

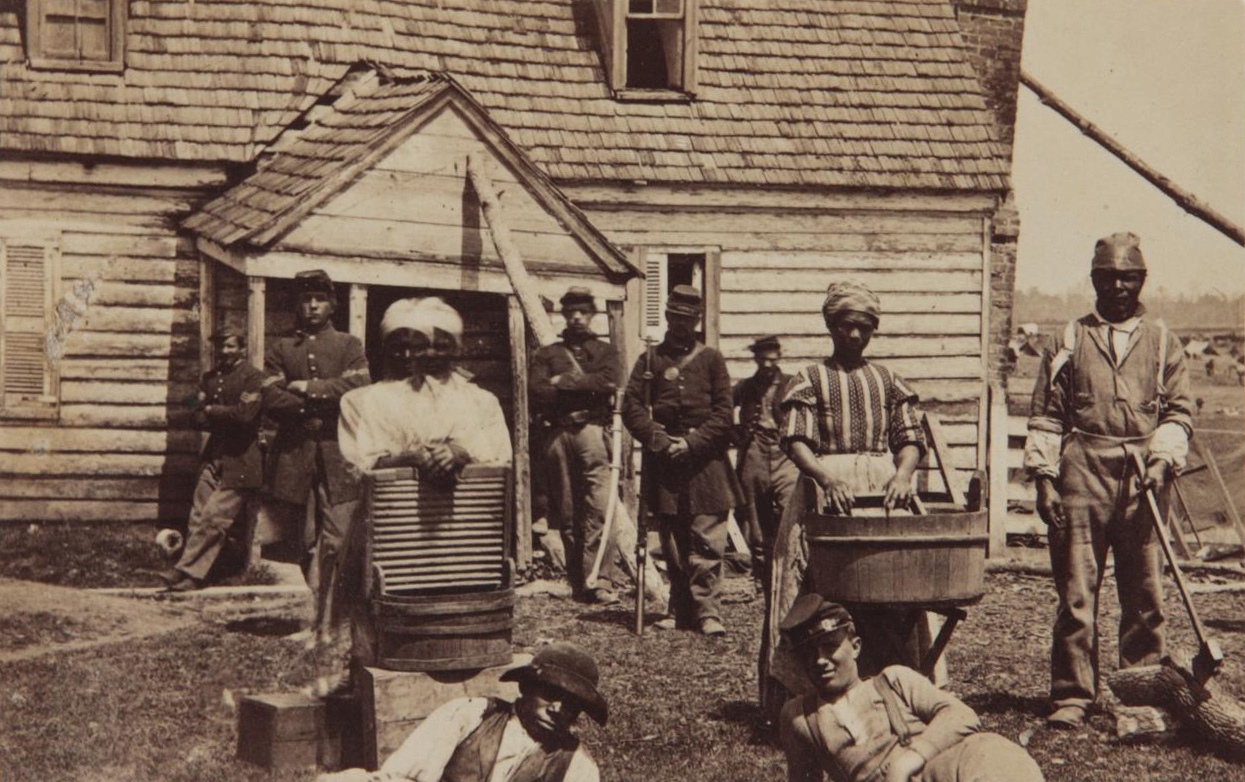
Contrabanda de sclavi

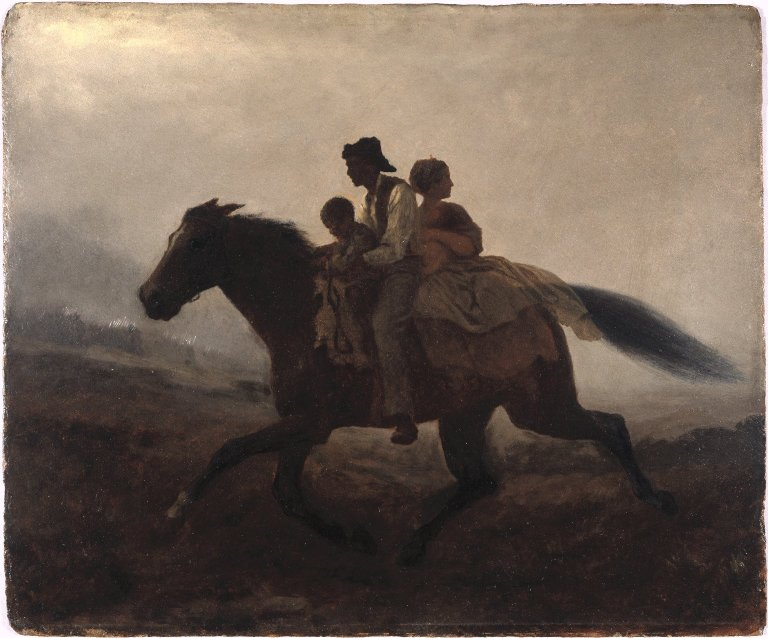
Brooklyn Museum - A Ride for Liberty -- The Fugitive Slaves - Eastman Johnson - overall

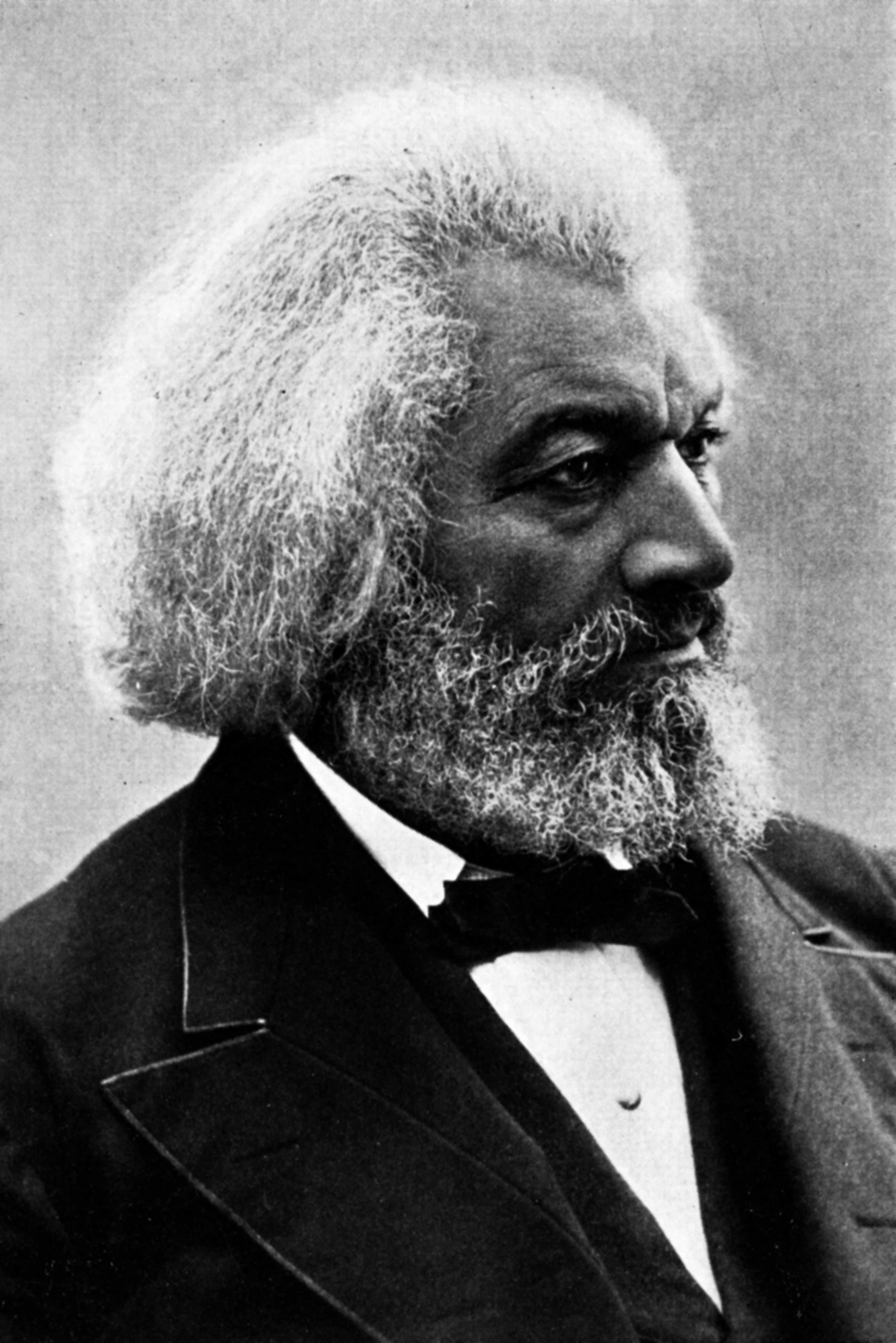
Frederick Douglass

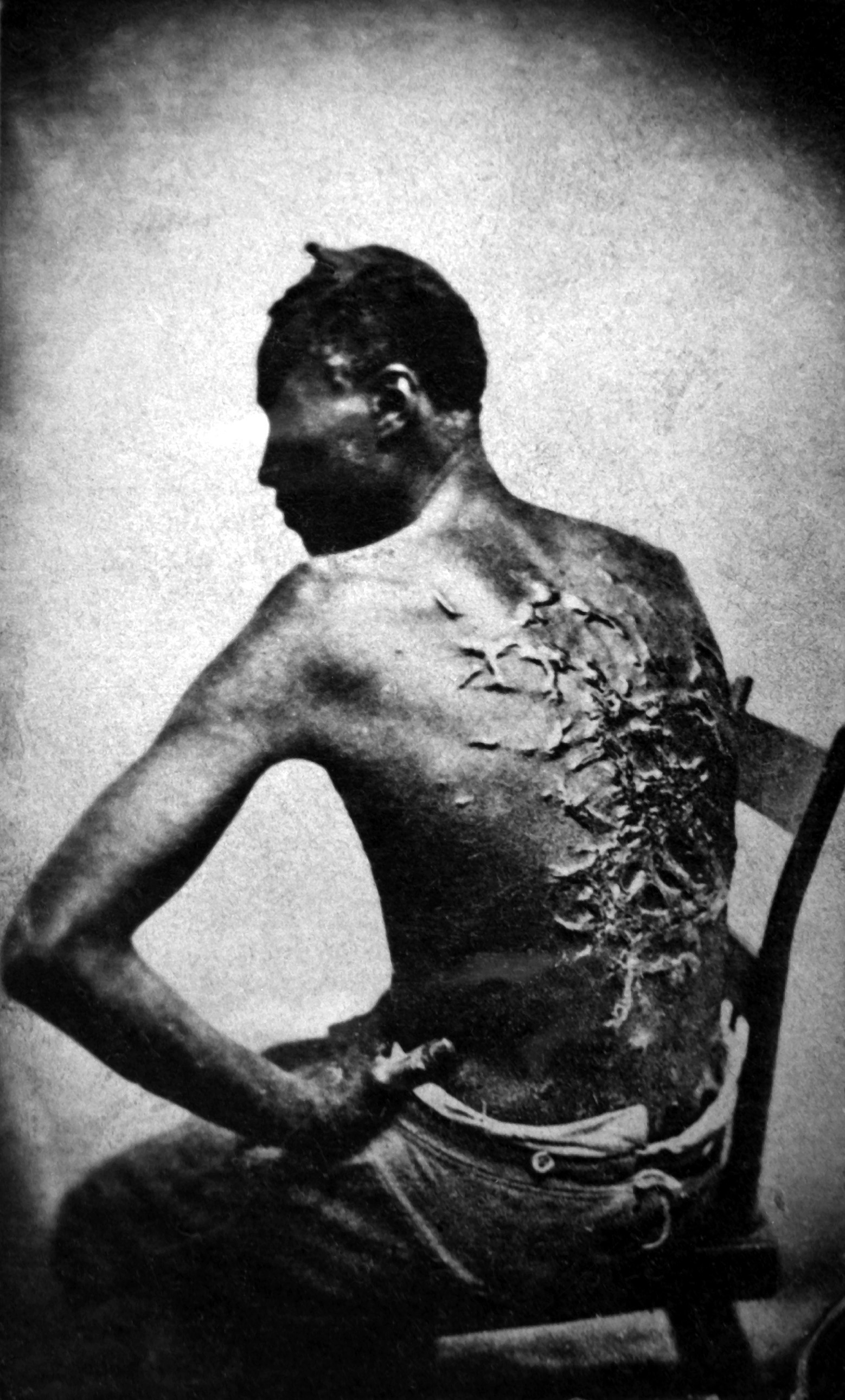
Sclav biciuit

În secolul al XVIII-lea, terenurile folosite pentru producția de tutun aproape s-au epuizat, Sudul s-a confruntat cu o criză economică, iar creșterea sclaviei în America continua. Cam în același timp, mecanizarea industriei textile din Anglia a condus la o cerere mare pentru bumbac american, o cultură de sud a cărei producție a fost, din păcate, limitată de dificultatea de a scoate semințele de fibrele de bumbac brut de mână. În 1793, un profesor Yankee tânăr, pe nume Eli Whitney, a inventat ginul de bumbac, un dispozitiv mecanizat simplu care elimina eficient semințele. Aparatul lui a fost copiat pe larg, și în câțiva ani, Sudul a făcut trecerea de la producția pe scară largă de tutun la producția de bumbac, un motiv care a întărit dependența regiunii de muncă forțată.
Sclavia în sine nu a fost răspândită în nord, deși mulți oameni de afaceri din regiune s-au îmbogățit din comerțul cu sclavi și a investițiilor în plantațiile din sud. Între 1774 și 1804, toate statele nordice au abolit sclavia, dar așa-numita "instituție ciudată" a rămas absolut vitală pentru Sud. Deși Congresul SUA a scos în afara legii comerțul cu sclavi din Africa în 1808, comerțul intern a înflorit, iar populația de sclavi în Statele Unite aproape s-a triplat în următorii 50 de ani. Prin 1860, s-a ajuns la aproape 4 milioane, cu mai mult de jumătate în statele producătoare de bumbac din sud.
Sclavii din Sud au constituit aproximativ o treime din populația sudului. Cei mai mulți sclavi au locuit la ferme mari sau mici de plantații; mulți stăpâni dețineau mai puțin de 50 de sclavi. Proprietarii de sclavi au încercat să-i facă pe sclavii lor complet dependenți de ei, un sistem de coduri restrictiv guverna viața printre sclavi. Li s-a interzis dreptul  de-a învăța, să citească și să scrie, iar libera lor circulație a fost restricționată. Mulți stăpâni au recompensat sclavii cu favoruri pentru bună purtare, în timp ce sclavii rebeli au fost pedepsiți cu cruzime. O ierarhie strictă între sclavi (de la sclavii casei privilegiate și artizani calificați la sclavii din clasa de jos și agricultori) au contribuit la menținerea împărțirii și imposibilității de-a organiza un protest împotriva stăpânilor lor. Căsătoriile dintre sclavi nu au avut nici un temei legal, dar sclavii se căsătoreau și puteau forma familii numeroase, majoritatea proprietarilor de sclavi încurajând această practică, dar cu toate acestea, nu au ezitat să împartă familiile de sclavi la vânzare, îndepărtându-le.
Revoltele de sclavi au avut loc în cadrul sistemului (în special cele conduse de Gabriel Prosser în Richmond în 1800 și de Denmark Vesey în Charleston în 1822), dar puține revolte au avut succes. Revolta sclavilor condusă de Nat Turner i-a îngrozit pe proprietarii de sclavi în Southampton, Virginia, în august 1931. Grupul lui Turner, care număra aproximativ 75 de negri, a ucis aproximativ 60 de albi în două zile înainte de sosirea milițiilor de stat locale să le copleșească.  
În nord, represiunea anti-sclavie va agita flăcările mișcării aboliționiste, aflată în creștere.

### Apariția mișcării aboliționiste
Între 1830-1860, o mișcare pentru abolirea sclaviei în America a câștigat puterea în nordul Statelor Unite, condusă de negri, cum ar fi Frederick Douglass și suporterii albi, ca  William Lloyd Garrison, fondator al ziarului radical Liberator, și Harriet Beecher Stowe, care a publicat cel mai bine vândut roman antisclavagist "Coliba unchiului Tom" (1852). În timp ce mulți aboliționiști religioși susțineau că sclavagismul este un păcat, alții au fost mai înclinați pe argumente non-religioase, morale și libertine.
Negrii liberi din Nord au început în a ajuta sclavii fugari ca să scape de pe plantațiile din sud și să se refugieze spre nord prin intermediul unei rețele largi de case sigure din 1780. Această practică, cunoscută sub numele de Underground Railroad, a luat amploare reală în anii 1830 și, deși estimările variază foarte mult, sunt zvonuri că 40.000 - 100.000 de sclavi au reușit să se elibereze. Succesul Underground Railroad a ajutat la menținerea și creșterea sentimentelor aboliționiste ce s-au răspândit în nord.
Creșterea economică explozivă a Americii și expansiunea spre vest, în prima jumătate a secolului al XIX-lea, a oferit o scenă mare pentru conflictul în creștere în privința sclaviei și încetinind extinderea. În 1820, o dezbatere aprinsă asupra guvernului federal în privința dreptului de a restricționa sclavia în Missouri pentru statalitate s-a încheiat cu un compromis: Missouri a fost admisă în Uniune ca un stat sclavagist, Maine, ca stat liber și toate teritoriile vestice la nord de granița de sud  Missouri au fost pentru a rămâne libere. Deși Compromisul Missouri a fost proiectat pentru a menține un echilibru între statele sclavagiste și statele libere, a fost benefic pentru a potoli temporar forțele secesioniste.
În 1850, un alt compromis a fost negociat pentru a rezolva problema teritoriului câștigat în timpul războiului mexican. Patru ani mai târziu, cu toate acestea, Legea Kansas-Nebraska le-a dat undă verde teritoriilor noi la sclavie prin afirmarea statutului de suveranitate populară. Mișcările anti-sclavie și forțele pro s-au luptat în noul stat Kansas pentru supremație, ajungându-se la lupte sângeroase. Indignarea nordului privind Legea Kansas-Nebraska duce la decăderea Partidului Whig vechi și nașterea unui nou partid, Partidului Republican. În 1857, decizia Curții Supreme în cazul lui Dred Scott, a abrogat Compromisul Missouri prin hotărâre ca în toate statele, sclavia să fie legală. Raidul abolirii continuă cu condamnarea la moarte a lui John Brown la Ferry Harper, Virginia, în 1859, când a stârnit tensiunile secesioniste; fiind executat pentru crimele sale, Brown a fost salutat ca un erou martir de aboliționiștii nordici și privit ca un criminal josnic în Sud.